# Queensland Rail Limited

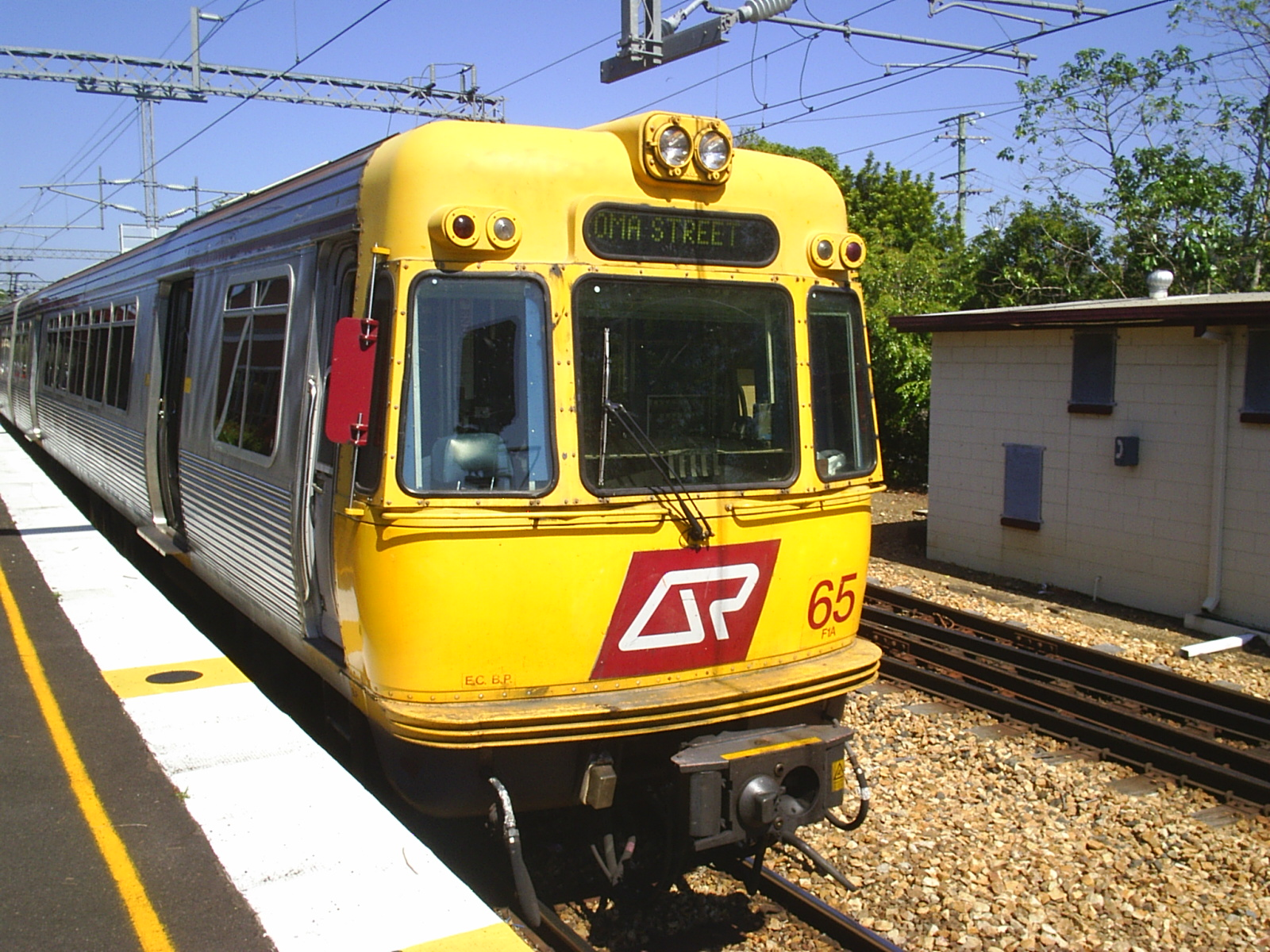
A társaság egy motorvonata, az orr-részen jól láthatóan a társaság logójával

A Queensland Rail Limited avagy röviden QR Ltd az ausztráliai Queensland szövetségi állam vasúti társasága. A nagy kiterjedésű állam fővárosa Brisbane, amely Sydney és Új-Dél-Wales egyik első kormányzójáról kapta a nevét, 99 km-re fekszik az államhatártól. Ezt a 99 km normál nyomtávú vonalszakaszt, meg egy 19 km hosszú sziget-üzemű bauxitvasutat leszámítva a teljes hálózat egységesen 1067 mm nyomtávolságú. Két ponton érintkezik más állam vasútjával, mindkettő az új-dél-walesi határon található.
Az egyik a Sydneybe vezető normál vonal, a másik egy alárendeltebb jelentőségű hegyi vonal, ahol a határállomáson békésen megfér egymás mellett a két rendszer. A földrajzi és gazdasági adottságokat tekintve az államot nem “fenyegeti” a normál nyomtáv előretörése, bár a határ mentén, a tengerparttól befelé vagy 200 km-re újabb vasúti érintkezési pontot terveznek.

## Vasút 600 mm-es nyomtávon
A fővárostól északra 350 km-re Bundaberg kikötővárosban Ausztrália-szerte híres cukor- és rumgyár üzemel. A gyár a város tágabb környezetében lévő több ezer négyzetkilométer kiterjedésű cukornád ültetvényekről szerzi be a nyersanyagot. Az ültetvényrendszert 600 mm nyomtávolságú kisvasúti vonal hálózza be. A vonalhálózatot a gyár és az ültetvények üzemeltetik. A cukornád feldolgozásra alkalmas részét 50-60 kocsiból álló vonat hozza be a gyárba. Ma már a teljes hálózaton dízelmozdonyok vontatnak, amelyek első látásra kétszer akkorák, mint a mi gyermek-vasúton üzemelő mozdonyaink. Régen három gőzmozdony végezte a munkát, amelyeket a nád értéktelen, elégetendő részével tüzeltek. A három mozdonyból kettő megmaradt, egy ki van állítva a gyárban, a másik üzemképes és a helyi múzeum és botanikus kertben vasárnaponként turistákat szállít.

## Queensland Rail
A Queensland Rail, rövid nevén QR az ausztrál állam legjelentősebb, szállítással foglalkozó vállalata és meghatározó gazdasági szerepet tölt be Queensland állam életében is. A vállalat operatív vezetése a következő fő területekre koncentrálódik: A sajátos ausztrál nyelvezet miatt kissé eltérek a szó szerinti fordítástól. A felsorolás egy kicsit tükrözi is az ágazatok gazdasági súlyát:
- Szén- és fő teheráru szállítás
- Városi és regionális (személyszállítási) szolgálat
- Infrastruktúra szolgálat
- Hálózati (pályás) üzletág
- Műhelyek
- Üzletviteli szolgálat

A vállalat kormányzati tulajdonban van, a queenslandi közlekedési minisztérium irányítja, 12 tagú felügyelő bizottságon keresztül. A hálózat mintegy leképezi az állam lakosságának és a gazdaságilag fontos területek megoszlását.
A vonalhálózat hossza 9499 km, ebből 9365 km 1067 mm nyomtávú, 99 km normál nyomtávú - ez a vonal a Brisbane - Sydney összekötő fővonal - és a főváros körzetében 35 km kettős nyomtávolságú vágány szakasz épült ki, a talpfákon illetve betonaljakon háromsínes megoldással. A két fővárost összekötő járatok a város szívében lévő Roma-Street nagypályaudvarra érkeznek (Róma nevű közeli kisvárosról kapta a nevét), a számtalan kereszteződés és kettős rendszerű kitérő érdekes látványt nyújt az érdeklődőnek.
A vasútvonalaknak saját nevük van, - ez felel meg a mi vonalszámozási rendszerünknek - amit a vasúti térkép fel is tüntet. A legfontosabb fővonal, a North Coast Line, az Északi Tengerparti Vonal Brisbanból vezet Cairns városáig 1681 km hosszban. Ebből a fővonalból ágaznak ki a zömében nyugati irányú vonalak, amelyek nagyobb településekhez, bányavidékekhez, állattenyésztési központokhoz vezetnek. A fővárosból két vonal vezet nyugati irányba, Western Line néven. A Central Line közel a Baktérítő vonalában ágazik ki a tengerparti vonalból (Rockhampton főpályaudvarról), míg a Great Northern Line Townsville tengerparti városból vezet a Mount Isa környékén lévő bányavidékre. Ez a vonal 977 km hosszú, a végén szétágazik a különböző bányákhoz, és a hálózat legnagyobb tengelynyomású szakasza. A tengerparti fővonal a legészakibb ponton délnyugat felé fordul, és Etheridge Railway néven 423 km-re vezet be az északi dombvidékre. Főleg turistaforgalmat bonyolít le. A Carpentaria-öböl délkeleti pontján van még egy 153 km hosszú szigetüzemű vonalszakasz, amelyet szintén a QR üzemeltet. Az egykor mocsaras elhagyott partvidéken a keskenyebb földsávot igénylő vasút jelentette az egyetlen közlekedési lehetőséget, ma az 1950-ben gyártott, unikumnak számító dízel-motorvonattal Gulflander járat-néven turistaforgalmat szolgálnak ki.
A York-félsziget északi csücskében, egy kelet felé benyúló kis tengeröböl két partját 1 km hosszú hídon keresztül egy 19 km hosszú magánvasútként üzemelő normál szakasz köti össze. Az északi oldalon lévő bauxitbánya termékét hozza le a déli oldalon lévő kikötőbe egy 2240 kW teljesítményű dízelmozdony. A 120 db speciális vagon mindegyike 124 tonna (bruttó). 67,5 kg/m súlyú sínből áll a pálya, 1 km-en 2020 talpfa van beépítve.

## Költségcsökkentés villamosítással
A villamosítást a 70-es évek második felében kezdték el. A vasúthálózat 18%-a, 1871 vonalkilométer villamosított. Összességében 2418 km felett van felsővezeték. A rendszer azonos a mi hazai rendszerünkkel, 25 kV, 50 Hz váltakozó árammal villamosítottak. A tengerparti fővonal Rockhamptonig 622 km hosszon villamosított, továbbá az innen kiágazó már említett Central Line vonal Blackwater állomásig vezető közel 200 km hosszú szakaszán van felsővezeték. A többi villamosított vonal a főváros körzetére koncentrálódik, és főleg az elővárosi - ottani nevén Cytitrain - forgalom céljait szolgálja.
Az energiafelhasználás költsége villamosítás diszkrét fejlődésének köszönhetően relatíve csökkenő tendenciát mutat, 1999-2000 évben 6,4-5%-át tette ki az összköltségeknek.
A további technikai ismertetés előtt az arányok érzékeltetése és a hazai vasúttal való összevetés céljából álljon itt néhány gazdasági-műszaki adat, amelyek a QR 1999/2000. évi mérlegéből származnak. (A QR a gazdasági évet június 30-án zárja.)
1996-97. 1997-98. 1998-99. 1999-2000.
Áruszállítás millió tonnában:
105,0 110,4 120,5 131,5
Árutonna kilométer /millió átkm/
28 754 30 119 31 606 34 050
Utasszám millióban
42,32 42,34 41.99 43,425
Utaskilométer /millió ukm/
1093,6 1114,0 1157,3 1264,8 Összes működési bevétel millió A$-ben
1993,0 1895,5 1902,0 2347,3
Összes működési kiadás millió A$-ben
1590,0 1590,9 1734,1 2165,6
Létszám alakulása fő/év
15 168 14 778 14 671 14 728
Az utolsó gazdasági évben 795 millió A$-t fordítottak beruházásra. A QR intenzíven figyeli a piacot, és igyekszik gyorsan reagálni a felmerülő igényekre. Rövid bekötő szakaszok megépítése, a hálózat legkülönbözőbb pontjain második vagy harmadik vágány létesítése gyakran szerepel a programban.
A bérjellegű kiadások abszolút értékben növekvő, az utolsó három évben, amikor a létszám állandónak tekinthető, 5,42% illetve 13,8% volt a növekedés a bázisévhez képest. Az egy főre eső bérjellegű kiadás havonta mintegy 522 ezer forintnak felel meg.

## A QR szállítási tevékenysége
A QR szállítási tevékenysége négy fő területre oszlik. Az áruszállításon belül döntő súlya van az exportra menő szénszállításnak, ami a teljes áruszállítás 90%-át adja. A fennmaradó 10%-ot ásványi anyagok, mezőgazdasági és egyéb termékek szállítása teszi ki.

## A személyszállítás
A személyszállítás legjelentősebb ágazata az elővárosi forgalom - ausztrál lépték szerint -, ami gyakorlatilag a főváros körzetére koncentrálódik, és teljes egészében villamos vontatással bonyolódik le. Az évi 43,425 millió utasból 42,380 millió vesz részt az elővárosi forgalomban, és csak 1.045 millió utas utazik a távolsági és turistaforgalomban.
Mint minden valamire való angolszász nagyvárosban, így Brisbane-ban és körzetében is jelentős mennyiségű vasúti vágány található, amelyek nagy része építésük idején áruszállításra szolgáltak. A motorizáció előretörése során itt azonban jó része megmaradt a hálózatnak és alapját képezte egy intenzív, jól működő nagyvárosi közlekedési ágazat kiépítésének. A vonalak a belvárosban futnak össze. A Roma Street a távolsági forgalom központja, az elővárosi forgalom központja a tőle 1 km-re fekvő Central pályaudvar. A vonalak különböző színekkel vannak jelölve, a szín megjelenik a kis menetrendfüzeteken, a számtalan TV-monitoron, amelyek folyamatosan jelzik a vonatok érkezését, indulását. A piros vonal északnyugati ága a városi körzeten belül dombos vidékre vezet, 16,1 km hosszban (Ferny Grove). A távolságok a Centraltól számítanak. A zöld vonal észak felé 50 km-nél lépi át a közigazgatási határt (Caboolture), végpontja Gympie-North állomáson van 173 km távolságra. A kék vonal szintén észak felé a tengerpartra vezet a városi zónában 21 km hosszban (Shorncliffe). Északkeleti irányba vezet az új repülőtéri vonal, mintegy 18 km hosszan. A vonal felét, a külvárosi szakaszt kiemelték a terepszintből, betonszerkezetű pályán, kifejezetten gyorsvasút jelleggel. A doombeni szakasz, a lila vonal keleti ága rövid, a vonal másik ága a folyó déli partján vezet kelet felé 37 km hosszban (Cleveland). A legújabban kiépített ág, a piros vonal délkeleti szárnya a Gold Coast - az Aranypart - zónájába vezet. 41 km-nél lépi át a határt (Beenleigh), és 85 km-nél ér véget Robinában. A kisváros már az üdülőterület kapuja. Innen légvonalban 12 km az államhatáron fekvő coolangattai repülőtér, amely a jelentős belföldi forgalmon kívül az Új-Zélandról és a szigetekről érkező járatok fő légikikötője is. A vonal idáig való kiépítését tervezik. A nagyvároson kívüli vonalszakaszt három lépcsőben építették meg és helyezték üzembe 1996 februárjától 1998 májusáig. Az első ütemben 28 km épült meg, 286 A$ összköltséggel. Itt találhatók a legbarátságosabb, leghangulatosabb állomások. A robinai végállomás kétszintes. A zöld vonal alsó ága délnyugatnak majd nyugatnak tart. 39 km-nél lépi át a nagyváros határát Ipswich után, majd 57 km-nél véget ér az elővárosi járat (Rosewood). A vonal folytatása a Western Line, az állam legrégebbi vasútvonala. A hálózat hét pontján van közös vasút-busz csatlakozási csomópont kiépítve. A menetrend ütemes szerkezetű, a városhatárig sűrűbbek a járatok, a távolabbi végpontok félórás vagy órás ütemmel üzemelnek. Robinából meghatározott járatok a repülőtérig közlekednek, mind a nemzetközi mind a belföldi terminált összekapcsolják az üdülőterületi régióval. A főváros központi övezetében, a járatok rövidebb-hosszabb szakaszon párhuzamosan futnak egymással, megkönnyítve a csatlakozásokat és az átszállásokat és növelve a kínálatot.

### A személyszállítás járművei
Az EMU sorozatot 1979-től 1987-ig gyártották. Összesen 88 három részes egység készült, 810 és 1080 kW beépített teljesítménnyel, 100 km/h végsebességgel. Az egység befogadóképessége 248 ülő és 252 állóhely. Az ICE sorozatból 8 egység készült, négy kocsis kivitelben. 1988-1989-ben gyártották és a leghosszabb szakaszokra készült. 16 db 135 kW névleges teljesítményű motor került beépítésre, amelyek jó gyorsító képességet és 120 km/óra végsebességet biztosítanak. A távolsági jellegnek megfelelően csak 180 ülőhelyesek, és WC is beépítésre került. A vonat teljes befogadóképessége 524 fő. Ezek a járművek még a hagyományos egyenirányítós rendszerrel épültek meg.
A következő generációk már váltakozó áramú (aszinkron) motorokkal készültek, a felépítés és a belső kialakítás karaktere tükrözi a fejlődést. Az SMU Mk I sorozatból 12 egység készült 1994-1995-ben. 8 db, 180 kW teljesítményű vontatómotor került beépítésre, 100 km/óra a végsebességük, 240 ülő- 260 álló utas szállítására alkalmasak. Az SMU Mk II azonos elveken épült sorozat, 1999-2001 között 30 egységet szerzett be a QR, a fő eltérés a külső megjelenésben, az utastér korszerűsítésben és a nagyobb végsebességben van, a járművek könnyebbek és technikai berendezéseik is követik a fejlődést. Az 1996-1997-ben készült a 10 egységből álló IMU sorozat, amely az ICE sorozathoz hasonlóan a hosszabb járatokra készült, 140 km/óra végsebességre képes, WC-vel felszerelt. A járműgenerációk első darabjainál már megkezdődött a selejtezés, a teljes állomány (az öt generáció) jelenleg 407 kocsiegységből áll.
A távolsági személyforgalom vonzóvá tétele és a menetidő jelentős csökkentése céljából a QR a kilencvenes években a japán (azonos nyomtávú) billenő kocsiszekrényű motorvonatok tapasztalatait figyelembe véve kifejlesztette és 1997-ben üzembe állította az “Electric Tilt Train”-t. Ez a hatrészes vonat - jelenleg két egység van szolgálatban - a QR büszkesége. A vonat üzemi végsebessége 170 km/óra, 1067 mm nyomtávon a világ leggyorsabb járművei közé tartozik, sebességi rekordja 210 km/óra. 16 db 190 kW teljesítményű, aszinkron vontatómotoros, két-két motort táplál egy-egy inverter. A kocsi-szekrény ívben 5°-ban be tud billenni. Az egység 136 méter hosszú, az egyik motorkocsiban 30 első osztályú ülőhely, a négy egyforma közbetét kocsiban és a másik motorkocsiban összesen 280 másodosztályú (Economy Class) ülőhely van beépítve. A vonatot ellátták mindazon utas kényelmi berendezésekkel, ami az európai vasúti gyakorlatban is jellemző. A vonat naponta közlekedik Brisbane és Rockhampton között, a 639 km távolságot 7 óra alatt teszi meg. A hagyományos, mozdony vontatta járattal szemben ez 2 óra 20 perc menetidő megtakarítást eredményezett. Betétjárata ugyanezen a vonalon de csak a 340 km-re fekvő Bundabergig 6 közbenső megállással 4 óra 10 perc teszi meg az utat. A vonalvezetésből adódó korlátok miatt a vonat minden adottsága nem használható ki a teljes szakaszon, de vonalkorrekciókat itt is terveznek.
A vonat sikere arra ösztönözte a QR-t, hogy hasonló megjelenésben és kialakításban elindítsa a Cairns Tilt Train fejlesztését, amely a Rockhamp-tontól északra vezető több mint 1000 km-es fővonal sztár vonata lesz, azonos színvonalú kínálattal. A CTT kilenc egységből áll, elején és végén két áramvonalas dízel vontatóegységgel, - power car az ausztrál elnevezés - hét közbetét kocsival, amelyek teljesen légkondicionáltak, a kocsiszekrények szintén billenő kialakításúak. Egy klubkocsi, egy poggyászkocsi és öt igen kényelmesen berendezett, egy sorban három ülőhelyes közbetét kocsi teszi ki a szerelvényt. A vontatóegységek mindegyike két, 1350 kW teljesítményű, 12 hengeres turbófeltöltött dízelmotorral, hidrodinamikus erőátvitellel készült. Az üzemi sebesség 160 km/óra, a segédüzemi teljesítményigény 50 kW kocsinként. A közel 200 m hosszú vonat ülőhely kapacitása a mi értékrendünk szerint kevés, mindössze 183, ami rendkívül kényelmes elrendezésre utal. A CTT a tervek szerint 2002 decemberében állt szolgálatba.
A bemutatott motorvonatokon túlmenően a QR gördülőállománya a következőkből áll:
- 512 db mozdony,
- 11474 teherkocsi,
- 203 személyszállító kocsi,
- 13 kisebb dízel-motorvonat,
- 1261 szolgálati kocsi.

A mozdonypark egyharmada villamos mozdony. Négy különböző sorozatú, de egységesen 2900 kW teljesítményű, tizenkét év átlagos életkorú, Bo-Bo-Bo tengelyelrendezésű mozdonyból áll a park, 80 és 100 km/óra végsebességűek, döntően a teherforgalmat szolgálják.

## Gőzvontatástól a dízelesítésig
Queenslandban hivatalosan 1967 decemberében szűnt meg a gőzvontatás. Ekkortól számít a dízelesítés nagyarányú előretörése. 1963-tól 1995-ig tíz alaptípus került gyártásra 746 kW-tól 2240 kW teljesítménnyel, a feladattól függően. A mozdonyok Co-Co tengelyelrendezésűek, 80–110 km üzemi sebességűek. Legtöbbjük villamos erőátvitelű. Jelentős széria a Goninan által 1995-1997 között szállított 50 db, 2240 kW teljesítményű, 116 tonna tömegű dízel-elektromos erőátvitelű mozdony, amely GE gyártmányú dízel-motoros.

## Új dízelmozdonyok
Jelenleg beszerzés alatt áll a 4000 osztályú, 2260 kW teljesítményű villamos erőátvitelű, 38 darabból álló dízelmozdony sorozat, amelyet a vezető ausztrál vasúti járműgyártó cégek gyártanak. A mozdony már aszinkron vontatómotorokkal készül. Az egész gördülőállományra jellemző - beleértve a villamos motorvonatokat és a kocsikat is - hogy a hazai ipar gyártja azokat, szükség szerint együttműködve a nemzetközi járműgyártó cégekkel, elsősorban a Hitachi, ASEA, GE csoportokkal. A hazai piacon jelenleg a queenslandi illetőségű Walker és a new-south-walesi illetőségű Clyde vállalat, továbbá a Goninan a legjelentősebb vasúti járműgyártók.

## Személykocsipark
A viszonylag kisszámú személyszállító kocsi a dízelvontatású hosszújáratú távolsági és turistaforgalmat szolgálja. Közös jellemzőjük a nagyvonalú belső kialakítás, a kényelem, sőt a luxus. Kifejezetten a távolsági utasforgalom minél nagyobb arányú meghódítását szolgálják. Nem csak a vonatoknak, hanem az egyes kocsiknak is saját nevük van. A Qeenslander a fővárosból a tengerparti fővonal végpontjáig, Cairnsig közlekedik hetente egyszer, 15 kocsival. Az 1681 km távolságot 31 és fél óra alatt teszi meg. A Sunlander ugyanezt a távot hetente háromszor teszi meg, azonos menetidővel. A Spirit of the Outback, a Felföld lelke Brisbane-ből a felföld közepén lévő Longreach városkáig közlekedik hetente kétszer. A táv 1325 km, a menetidő 23 és fél óra. A Westlander nevéhez híven a nyugati fővonalon közlekedik, Brisbane-ből Charleville-ig, hetente kétszer. 777 km-t tesz meg 16 és fél óra alatt. Az Inlander a tengerparti Townsville-ből a Mount Isa bányavidék szívébe megy, hetente kétszer. A 977 km távot 19 és fél óra alatt teszi meg. A Savannahlander kifejezetten turistavonat, Cairns-ból az 500 m magasan fekvő Forsayth-ba közlekedik. A vonalvezetés igen gazdag látnivalót kínál. A viszonylag hosszú menetidők abból (is) adódnak, hogy a vonatok majdnem minden közbenső állomáson megállnak, tekintettel a viszonylag ritka járatszámra. Minden hosszújáratú vonat visz magával első és másodosztályú hálókocsit, étkező, bárjellegű és klub jellegű kocsit. A QR egyetlen normál nyomtávú járata minden nap közlekedik. Reggel fél nyolckor indul a Roma-Street pályaudvarról a vonat és este 9 óra 51 perckor érkezik Sydneybe. A két főváros között normál nyomtávon 989 km a távolság.

## Teherkocsipark
A teherkocsipark felét gyorsan üríthető szénszállító kocsik teszik ki. Szaporodnak a konténerszállító vonatok, és a különböző célú speciális kocsik. A hosszújáratú vagy nehéz tehervonatokat két vagy három mozdony vontatja, a vonal adottságaitól függően. A nagyvárosi körzetben gyakoriak a rövid tehervonatok. A QR szeretné növelni az áruszállításon belül az egyéb áruk részarányát, és több fejlesztést e cél szolgálatába állít. Jelenleg két konténerátrakó állomást alakít ki a hálózat északi felén. Kapcsolatban áll minden nagyvállalattal, figyeli a gazdasági élet alakulását, és ahol csak lehet, együttműködést alakít ki a szállító partnerekkel. Ez az üzleti magatartás hozta meg az eredményt, amit az évenként elszállított árutonna mutató is jelez.

## Vasúti infrastruktúra
A QR majdnem teljes hálózatán, 9228 km hosszon van menetrendszerű közlekedés, és ennek megfelelően biztosító berendezés. Többféle rendszert alkalmaznak. Van korszerű központi forgalomirányítás, vannak egyszerű fényjelzős szakaszok, van elektromos “bot”, hagyományos karos jelzők. Az elővárosi forgalmat PC-vezérlésű központi rendszer ellenőrzi. Jelentős szakaszokon rádióirányítás van, a mozdonyok legtöbbje fel van szerelve rádióval és ezen keresztül megy a kommunikáció. Az ETT beindulásakor az útátjárók biztosító berendezéseit is korszerűsítették.
A QR az utazóközönséggel való kapcsolattartásra is nagy súlyt helyez. A pályaudvarok, állomások tiszták, az állomásokon lévő vasútüzemi berendezések gondozottak. Mindenütt bőséges információs anyag áll az utazóközönség rendelkezésére, és készséggel adnak felvilágosítást minden utazási ügyben. A személyzet jól öltözött, udvarias és barátságos.
A pozitívumok mellett a QR életében is jelen van a balesetek okozta kiesés. A balesetek és sérülések következtében kieső munkaidőt az elmúlt 15 évben sikerült egyharmadára csökkenteni, ami az abszolút számokat tekintve igen kedvező mutató. A közúti kereszteződésekben az előző évben 4, a mostaniban 2 halálos baleset történt. A véletlen okozott tavaly 5 halálos balesetet, míg a vélhető öngyilkosságok száma 10-ről 12-re növekedett. (Ausztráliában nagyszámú vasúti keresztezés található, de az ausztrálok nagyon fegyelmezett autóvezetők. A rendőrség igen szigorú a közlekedési vétségekkel kapcsolatosan és mindenki vigyáz a jogosítványára). A vasútüzem belső biztonságára utaló mutató az egymillió vonatkilométerre eső kisiklások száma, amely az utóbbi négy évben 2,22-1,74-1,84-1,33 értéket, összességében csökkenő tendenciát mutat.
A QR a hazai vállalatokkal együttműködve kiterjedt gazdasági kapcsolatban van más földrészek vasútjaival és gazdaságával. Ezek elsősorban Elő- és Hátsó-Indiára, Dél-Afrikára és a kelet-ázsiai szigetvilágra koncentrálódnak. Jelzik, hogy Ausztrália egyre jobban közvetlen környezete felé fordul mind gazdasági mind politikai síkon, a hagyományos angolszász vonal háttérbe szorul. Az utóbbi időben részt vett a hongkongi városi gyorsvasút megépítésében, üzleti kapcsolatot létesített Üzbegisztánnal és Törökországgal. A Csendes-óceán túlsó partján Chilével és Peruval áll kapcsolatban.

## Nosztalgia vasútüzem
A QR ma már csak néhány üzemképes gőzmozdonnyal rendelkezik. Ezek közül egy C17 osztályú 4-8-0 tengelyelrendezésű mozdony Gympie állomástól dél felé hetente kétszer nosztalgia vonatot vontat az egykori Mary-Valley (Mária-völgy) vonal 30 km hosszú épen maradt szakaszán. A sorozat a leghosszabb életű volt a QR történetében, 1920-tól 1953-ig gyártották. A gőzvontatás megszűnése után lelkes amatőrök állították ismét üzembe, akik a nosztalgia vasutat üzemeltetik. A szerelvény hat korabeli kocsiból áll. A vonalon kis völgyhíd, alagút, magas vasszerkezetű vasúti híd található. Kandangában megáll a vonat, ahol az állomáson néhány család asztalokon üdítőt, süteményt, gyümölcsöt, emléktárgyakat árul. Az öreg raktárépületben ószeres bolt működik elképesztő választékkal. A végállomás előtt a régi karos jelzőt már benőtte a folyondár, de a vasúti híd teljesen ép, jó állapotú. A végponton öreg aranyásó harmonikaszóval fogadja az utasokat, a kis település főutcáján kirakodóvásár van. Az állomás mellett a Railway Hotel a régi időket idézi. A berendezése a húszas évek hangulatát adja, a vasút itteni fénykoráét. Az ivó törzsközönsége között néhány viharvert figura is akad. Az állomáson vadonatúj gyártású fordítókorong van telepítve. Az öreg gőzmozdony rájár, és a saját sűrített levegőjével megforgatja a korongot. A vasútbarát publikum lelkesen fényképezik, videózik. Sok gyerek állja körül a régi szerelvényt és az öreg aranyásót, aki az életéről mesél. A vonat két órát tartózkodik az állomáson, majd visszaindul. Dagun megállóban borkóstoló fogadja az utasokat. Az utazás hangulatos, emlékezetes.
A QR múltját több kisebb-nagyobb vasúti múzeum őrzi. Észak-Bundabergben, miközben az ETT jóval 100 km/óra fölött áthúz a kisállomáson, az egykori gőzös fűtőház területén a kis múzeum berendezése képeken és tárgyi emlékeken keresztül teljes keresztmetszetét adja a QR fejlődésének. A QR szívós üzleti és marketing munkával versenyez és küzd a szállítási piacon. A környezeti tényezők még nem jelentenek akkora korlátot, mint a sűrűn lakott Európában, de a villamosítás térhódítása, az utasorientált személyszállítási politika, az áruszállításban való minél nagyobb részesedési szándék kirajzolják a QR számára a jövő fejlesztési irányvonalát.